# 光熱費
光熱費（こうねつひ）とは、電気、ガス、灯油、熱供給といった、生産、生活のために必要なエネルギーを購入するためにかかる費用である。
会計上の勘定科目においては、水道料金を含めて水道光熱費（すいどうこうねつひ）と呼称するのが一般的である。

## 家庭における水道光熱費
- 電気…照明、家電製品等の利用に使用。供給は電力会社からがほとんどだが、太陽光発電もある。家庭における家電製品の増加もあって費目別では家計に占める割合が大きく、節電により省エネルギーの対象となりやすい。太陽光発電システムの設置や、ガス及び灯油使用の家庭用コージェネの開発により、一般家庭でも発電と熱（お湯にして回収）を作ることにより、電気消費の一部を補う家庭も増えている。
- ガス…調理、給湯、暖房等に使用。供給は都市ガス、プロパンガスなど。調理については今まで代替手段がなかったが、最近では電気を利用する電磁調理器も出回っており、ガスを一切使わないオール電化住宅なども多い。ガスエンジンやガスタービン、燃料電池といったコジェネレーションシステムを用い、ガスから電気、熱（温水・蒸気）を生み出す総合エネルギーとして注目されている。
- 水道…トイレ、風呂、炊事・調理、洗濯などに使用。供給は水道局や、井戸を用いた地下水など。トイレ（水洗トイレ）が一番消費割合が大きい。洗顔や歯磨き時など身近な節約手段が言われるほか、最近では食器洗い機を使用することによって節水できるという意見もある。
- 灯油…主に給湯、暖房に使用される。暖房の主役はエアコンに移ってはいるものの、コスト面、暖房効果では灯油の方が優位に立っている。

## 事業所における水道光熱費
企業における水道光熱費を「用力費」と呼ぶことがある。
- 電気…照明、OA機器、工作機械といった生産設備等に利用。供給は電力会社の他、電力自由化に伴い参入した新規参入事業者(PPS)も行っている。契約電力が500kW以上の場合、大口電力となる。
- ガス…冷房暖房ボイラー蒸気に使用。コージェネレーションシステムによる発電にも使用。
- 水道…水洗トイレや工業用水等に使用。工業用水の内訳は、ボイラー、原料、製品処理、洗浄、冷却等である。
- 灯油、重油…ボイラー、発電等に使用される。
- 熱供給…冷暖房に使用。プラントで発生させた蒸気、冷温水を、地域導管を通して事業所に送る。

## その他

### 契約料金メニュー
ガス・電気の料金契約種別は家庭用・事業用を含め各企業により様々ある。一般的に対象とするエネルギーの「使用量」「使用時間帯」及び「使用機器」等の制約条件を満たさなければならない。例として、床暖房などを用いる事による割安料金契約。電気以外のエネルギー使用を制限としたオール電化契約などあり。